# Stradivari Davidov
Stradivari Davidov je violončelo, ki ga je leta 1712 izdelal Antonio Stradivari. Po izdelavi in obliki je zelo podoben prav tako slavnemu instrumentu Stradivari Duport, ki ga je mojster izdelal leto poprej in ga je igral Mstislav Rostropovič. Violončelo Davidov je živahne oranžno-rdečkaste barve, do katere je prišel z uporabo laka na oljni osnovi. Med drugimi je bila njegova lastnica Jacqueline du Pré, od katere ga je podedoval Yo-Yo Ma.
Leta 1870 je bogati mecen omenjeni instrument podaril Karlu Davidovu (1838–1889), po katerem zdaj tudi nosi ime. Davidov je bil znameniti ruski violončelist svojega časa. Čajkovski je zanj dejal, da je »car violončelistov«. Čeprav je bil uspešen izvajalec, je kot skladatelj slovel precej manj. Violončelo ima kar nekaj prask, ki so posledica slabega ravnanja z njim iz časov, ko je bilo v lasti Davidova.
Ko je Davidov leta 1889 umrl, so instrument prodali v Parizu, nato pa ga je leta 1928 kupil  ameriški poslovnež Herbert N. Straus. Ko je umrl, je njegova vdova prosila Remberta Wurlitzerja, newyorškega prodajalca glasbil, da instrument v njenem imenu proda. Tako je leta 1964 znameniti Davidov kupila Ismena Holland. Zanj je odštela 90.000 USD in ga nato podarila svoji krščenki, angleški violončelistki Jacqueline du Pré. Njen takratni učitelj William Pleeth je zanj rekel, da je »eno najbolj izjemnih glasbil na svetu«. Jacqueline je vse skladbe, ki jih je posnela v letih od 1964 do 1970, posnela s tem violončelom. Do leta 1970 se je naveličala muhastega instrumenta in ga zamenjala s Peressonovim violončelom, ki ji ga je kupil njen soprog Daniel Barenboim in na katerega je igrala do konca svoje kariere. Yo-Yo Ma je kasneje dejal: »Jackijin nebrzdan mračnjaški način igranja je bil sprt z Davidovim. Inštrument je treba božati. Bolj ga napadaš, manj da od sebe«.
Po smrti je du Préjeva violončelo zapustila Maju, ki je na njem izvajal v glavnem baročno glasbo. Dal ga je posebej prirediti, da je dobil značilni baročni zvok. S tem violončelom je Ma posnel priznana albuma Simply Baroque in Simply Baroque II. Zdaj je instrument spet uglašen kot sodoben violončelo.